# Chlorochlamys vertaria
Chlorochlamys vertaria är en fjärilsart som beskrevs av Richard F. Pearsall 1908. Chlorochlamys vertaria ingår i släktet Chlorochlamys och familjen mätare. Inga underarter finns listade i Catalogue of Life.